# James Donn
James Donn (* 1758; † 14. Juni 1813 in Monivaird, Perthshire) war ein englischer Botaniker. Sein offizielles botanisches Autorenkürzel lautet „Donn“.
Donn arbeitete zunächst unter William Aiton in den königlichen botanischen Gärten von Kew. Von 1790 bis zu seinem Tod im Jahr 1813 war er Konservator am Botanischen Garten in Cambridge. 1796 gab er erstmals ein Verzeichnis der Pflanzen dieses Gartens heraus, das in den folgenden Jahrzehnten immer wieder aktualisiert wurde: Hortus cantabrigiensis, or, A catalogue of plants, indigenous and foreign, cultivated in the Walkerian Botanic Garden, Cambridge, 1796.